# Жалобен синигер
Жалобният синигер (Poecile lugubris) е птица от семейство Синигерови. Среща се и в България.

## Физически характеристики
Дължината на тялото му е 13-14 cm. Оперението е подобно на това на матовоглавия синигер, но има значително по-голямо тъмно петно на гушата, така че белите бузи образуват само малък островръх триъгълник. Без светъл панел в крилото.